# Casa de piatră din Herăști
Casa de piatră din Herăști a fost, până la retrocedare, un muzeu național din Herăști, amplasat în Ulița Bisericii. 

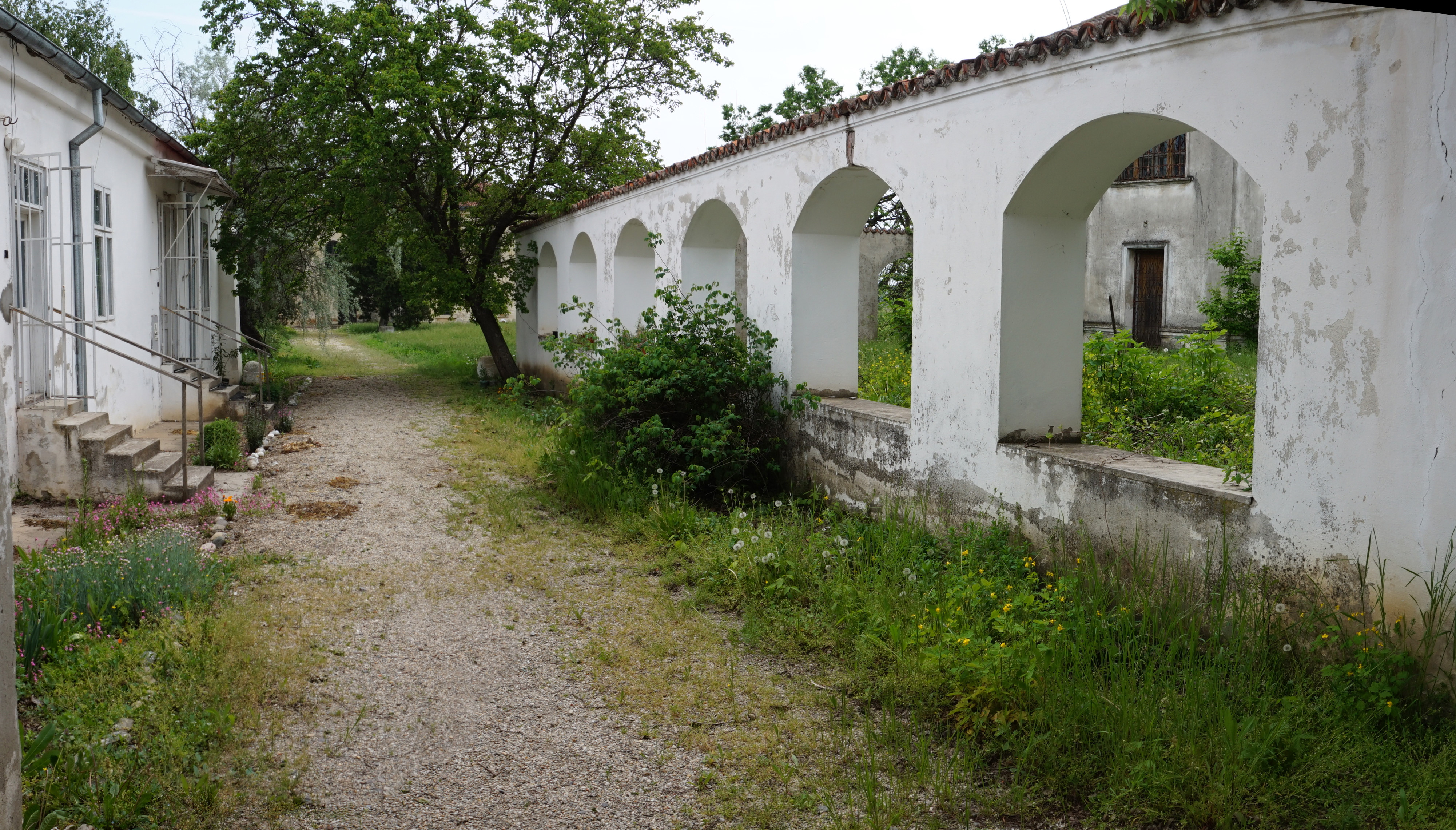
Vedere prin poarta încuiată de la intrarea pe domeniul Casa de piatră din Herăști

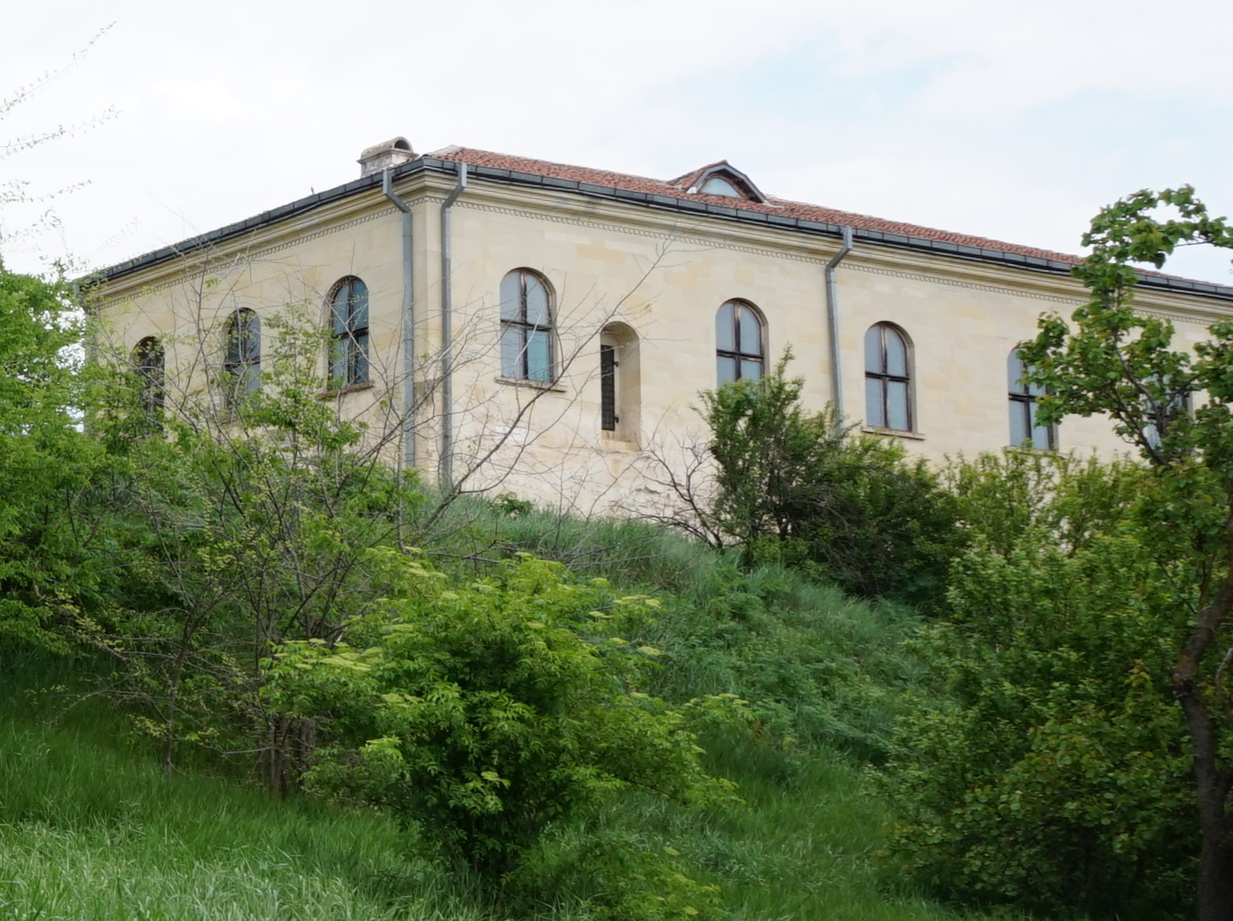
Casa de piatră din Herăști văzută din afara curții

Palatul din Herăști, cunoscut și sub numele de „Casa de piatră”, este amplasat pe un platou din apropierea râului Argeș. Palatul a fost construit la începutul secolului al XVII-lea (1640 - 1644) din inițiativa boierului Udriște Năsturel, cărturar vestit în epocă și cumnat al domnitorului Matei Basarab.
Clădirea, construită integral din piatră, a fost gândită ca reședință de vară pentru cărturar și fratele său, Cazan Postelnicul Năsturel. Este singurul monument de arhitectură civilă românească datat în sec. al XVII-lea ridicat în întregime din piatră de talie șlefuită, planul clădirii reflectând acest aspect. Planul este în formă de L, incorporând două locuințe în oglindă, fiecare având câte o scară interioară. Această formă a creat posibilitatea ca locuința să fie folosită de către cei doi frați simultan sau separat, după dorință: fiecare dintre ei are la dispoziție una dintre aripile clădirii, cu intrare, scară interioară, pivniță și anexe separate. Casa este toată construită din piatră șlefuită; din aceeași piatră sunt făcute și ancadramentele ferestrelor. Cele două uși de intrare poziționate simetric sunt încadrate cu elegante profile de piatră sculptată și decorate cu blazonul familiei.
Conacul de piatră are o suprafață construită de 680 m², cu 7 camere mari la etaj și tot atâtea dar mai mici la parter.
Folosirea spațiului și formelor arhitecturale pe cele trei nivele (pivniță, parter, etaj), orânduirea și distribuirea saloanelor, holurilor și scărilor interioare, pivnițele și încăperile mici boltite cilindric, împreună cu tehnicile de lucru folosite și calitatea materialului dau o notă distinctă de originalitate și farmec întregului ansamblu monumental. Alături este biserica "Sf. Voievozi" (1644), ridicată de Elina Doamna, soția voievodului Matei Basarab și sora fraților Năsturel.
În 1657, în septembrie, când a ajuns aici, Paul de Alep, secretarul patriarhului Macarie al Antiohiei, avea să-l asemuiască cu un palat fără egal în lume, afară numai de țara francilor... atât de frumos că împrăștia toată grija sufletului întristat....
Ultimul descendent al familiei Udriște, căruia i-a revenit moșia de la Herăști, a fost generalul Constantin Năsturel-Herescu care, pentru a acoperi uriașele datorii acumulate în Rusia i-a vândut în 1831 moșia lui Miloš Obrenović, Prinț al Serbiei care, după ce a abdicat în 26 iunie 1839 s-a retras la Herăști, unde a întreprins ample lucrări de reparații și modificări la palat. Cu această ocazie, armoariile familiei Năsturel, aflate pe portalul palatului, au fost răzuite și acoperite de pajura sârbească. El a adăugat anumite elemente construcției, printre care un turn ce s-a pierdut în urma incendiului din 1931, anexele gospodărești și grajdurile pentru moșie. Miloš Obrenović a rămas în țară până în 1858, când a ocupat pentru a doua oară tronul Serbiei.
În 1881, Anastase Stolojan, fiu de boieri cu studii făcute în străinătate, la facultatea de drept la Paris, important om politic și membru fondator al Partidului Național-Liberal, a achiziționat conacul de la Herăști. Conacul a suferit o serie de stricăciuni în timpul Primului Război Mondial, în timpul ocupației germane, descrise în paginile de jurnal scrise de Pia Alimăneștianu. În această perioadă, Sabina Brătianu și Lia Stolojan (fiica lui Anastase Stolojan și soția lui Vintilă Brătianu) s-au refugiat pe proprietatea de la Herăști.
Moșia ocupa circa 500 de hectare. Pe dealurile dimprejur se mai observă câteva ruine lăsate de izbeliște. Vila în stil englezesc ridicată de familia Stolojan, ultimii proprietari ai moșiei, și moara, fac parte din același ansamblu. Casa construită de familia Stolojan are o suprafață construită de 494 m², iar cea de-a treia clădire din curte, cea a administrației, are o suprafață construită de 166 m².
În anul 1949 conacul a fost preluat de comuniști, i-au fost reparate pagubele cauzate de incendiul din 1931, și a devenit CAP.
Conacul a fost restaurat în 1954 după proiectul întocmit de Eugenia Greceanu și fundamentat pe un studiu istoric realizat de Radu Greceanu. Astfel, clădirea a fost readusă la forma sa inițială, anterioară intervențiilor din vremea principelui Obrenovici.
Ulterior, conacul a intrat în administrarea Muzeului de Artă Populară (predecesorul  Muzeului Național al Țăranului Român) care a deschis-o pentru public începând cu anul 1972.
În ultimii ani, ansamblul s-a aflat în administrarea Muzeului Țăranului Român. O scurtă perioadă de timp a găzduit Muzeul Lemnului și Feroneriei. În septembrie 2006, la Palatul din Herești s-a inițiat organizarea Muzeului Boierului Român, inițiativă ce nu s-a materializat niciodată. În tot acest timp, clădirea a găzduit expoziții de artă tradițională (cele mai recente fiind „Piatra și lutul” între 18 septembrie 2011 – 16 septembrie 2012, „Piatra și fierul” între 23 septembrie 2012 și 1 septembrie 2013). Începând din octombrie 2013, Casa de Piatră Udriște Năsturel nu s-a mai aflat sub administrarea Muzeului Național al Țăranului Român, ci a fost retrocedată proprietarilor și scoasă la vânzare, prețul cerut fiind de 1,8 milioane euro.
Clădirea este declarată monument istoric, având codul GR-II-a-A-15013. Monument istoric, categoria A, curte boierească,